# Iglesias (Familienname)
Iglesias bzw. Iglésias ist ein spanischer Familienname.

## Namensträger

### A
- Adauto Iglesias (1928–1991), spanisch-australischer Fußballtorwart und -trainer
- Alberto Iglesias (* 1955), spanischer Komponist
- Alejandro Fernández Iglesias (* 1992), spanischer Fußballspieler
- Alejandro Iglesias Rossi (* 1960), argentinischer Komponist
- Alfonso Iglesias (Pompín Iglesias, Alfonso Iglesias Soto; 1926–2007), mexikanischer Schauspieler
- Álvaro Iglesias (* 1993), spanischer Hockeyspieler
- Arsenio Iglesias (1930–2023), spanischer Fußballspieler

### B
- Belén Iglesias (* 1996), spanische Hockeyspielerin
- Borja Iglesias (* 1993), spanischer Fußballspieler

### C
- Camilo Lorenzo Iglesias (1940–2020), spanischer Geistlicher, Bischof von Astorga
- Carmen Iglesias (* 1942), spanische Historikerin
- Cristina Iglesias (* 1956), spanische Installationskünstlerin und Bildhauerin

### D
- David Iglesias (* 1998), spanischer Handballspieler

### E
- Enrique Iglesias (* 1975), spanischer Sänger, Komponist und Schauspieler
- Enrique Iglesias (Politiker) (* 1930), uruguayischer Ökonom und Politiker spanischer Herkunft
- Evaristo Iglesias (1925–2005), kubanischer Leichtathlet

### F
- Fadrique Iglesias (* 1980), bolivianischer Leichtathlet
- Florencia Iglesias, argentinische Handballspielerin
- Francisco Iglesias Amor (1906–1972), argentinischer Tangosänger, Komponist und Schauspieler, siehe Francisco Amor
- Francisco Nicolás Gómez Iglesias (* 1994), spanischer Hochstapler
- Franco Iglesias (mexikanischer Sänger), mexikanischer Sänger (Bariton) und Musikpädagoge
- Franco Iglesias (kubanischer Sänger) (Franco Javier Iglesias; * 1959), kubanischer Popsänger

### G
- Gabriel Iglesias (* 1976), US-amerikanischer Komiker und Schauspieler
- Gil Carlos Rodríguez Iglesias (1946–2019), spanischer Jurist

### H
- Hector Iglesias Villoud (1913–1988), italienischer Komponist

### I
- Iñigo Iglesias (* 2002), spanischer Motorradrennfahrer

### J
- Jesús Ricardo Iglesias (1922–2005), argentinischer Automobilrennfahrer
- Jonathan Iglesias (* 1988), uruguayischer Fußballspieler
- José Alberto Iglesias Correa (Tanguito; 1945–1972), argentinischer Sänger und Songwriter
- José Antonio Iglesias Alemán (* 1990), kubanischer Baseballspieler
- José Ignacio Fernández Iglesias (* 1990), spanischer Fußballspieler, siehe Nacho (Fußballspieler, 1990)
- José María Iglesias (1823–1891), mexikanischer Jurist und Politiker
- José Raúl Iglesias (Musiker) (1913–1979), argentinischer Bandoneonist und Komponist
- José Raúl Iglesias (Fußballspieler) (* 1957), argentinischer Fußballspieler
- José Iglesias Fernández (1926–2007). spanischer Fußballspieler, siehe Joseíto
- Julio Iglesias (* 1943), spanischer Sänger
- Julio Iglesias Jr. (* 1973), spanischer Sänger
- Julio Iglesias Puga (1915–2005), spanischer Gynäkologe

### L
- Leire Iglesias (* 1978), spanische Judoka
- Leonardo Iglesias (* 1979), argentinischer Fußballspieler
- Luis Iglesias (1949–1987), argentinischer Tangosänger, siehe Jorge Falcón (Tangosänger)

### M
- Madalena Iglésias (1939–2018), portugiesische Sängerin
- Marcelino Iglesias Ricou (* 1951), spanischer Politiker
- María Antonia Iglesias (1945–2014), spanische Autorin und Journalistin
- Maxi Iglesias (* 1991), spanischer Schauspieler
- Melanie Iglesias (* 1987), amerikanische Schauspielerin, Model und Sängerin
- Miguel Iglesias (1830–1909), peruanischer Politiker
- Miguel Iglesias Bonns (1915–2012), spanischer Filmregisseur

### P
- Pablo Iglesias Posse (1850–1925), spanischer Politiker, Gründer der Sozialistischen Arbeiterpartei Spaniens (PSOE)
- Pablo Iglesias Turrión (* 1978), spanischer Politiker und Gründer der linkssozialistischen Partei PODEMOS

### R
- Rafael Iglesias (Boxer) (1924–1999), argentinischer Boxer
- Rafael Iglesias (Leichtathlet) (* 1979), spanischer Langstreckenläufer
- Rafael Iglesias Castro (1861–1924), Präsident Costa Ricas
- Ramon Iglésias Navarri (1889–1972), Bischof von Urgell und Kofürst von Andorra
- Raúl Iglesias (Pianist) (1933–2004), kubanischer Pianist
- Raúl Iglesias Rodríguez (* 1974), spanischer Fußballspieler
- Roberto Colás Iglesias (1905–1972), chilenischer Schauspieler, siehe Roberto Rey
- Roniel Iglesias (* 1988), kubanischer Boxer

### S
- Santiago Iglesias (1872–1939), puerto-ricanischer Politiker

### Y
- Yago Iglesias Estepa (* 1982), spanischer Fußballtrainer